# 6698 Malhotra
6698 Malhotra este un asteroid din centura principală de asteroizi.

## Descriere
6698 Malhotra este un asteroid din centura principală de asteroizi. A fost descoperit pe 21 septembrie 1987 la Stația Anderson Mesa de Edward L. G. Bowell. El prezintă o orbită caracterizată de o semiaxă mare de 2,44 ua, o excentricitate de 0,17 și o înclinație de 2,5° în raport cu ecliptica.